# 작천면
작천면(鵲川面)은 대한민국 전라남도 강진군에 위치한 면이다.

## 법정리
- 평리(坪里)
- 내기리(內基里) 강진원 현 강진군수의 고향이다.
- 삼열리(三烈里)
- 용상리(龍祥里)
- 군자리(君子里)
- 갈동리(葛洞里)
- 현산리(峴山里)
- 평기리(坪基里)
- 삼당리(三棠里)
- 야흥리(冶興里)
- 이남리(梨南里)
- 토마리(土馬里)

## 특산물
- 황금닭
- 방울토마토
- 표고버섯

## 교육
- 작천초등학교 (현산리)
- 작천중학교 (평리)